# 李延孫
李延孫（？—538年），北魏、西魏军事人物，伊川郡人，李长寿的儿子。

## 生平
李延孫雄武有将帅才略。小时候从李长寿征讨，以勇敢知名。初为直閤将軍，贺拔胜为荆州刺史，表李延孙为都督。李長寿被殺害，李延孙回来，收集其父之众。
魏孝武帝西迁後，旧北魏朝士多跟随他流亡。广陵王元欣、録尚書事長孫稚、潁川王元斌之、安昌王子元均、建寧王、江夏王、隴東王并百官等携持妻儿来投奔李延孫，率众卫护送到关中，并赠以珍玩。東魏行台慕容紹宗数道進攻。李延孫率部下出战，阵斩東魏揚州刺史薛喜。担任京南行台、節度河南諸軍事、广州刺史。进车骑大将军、仪同三司、大都督，赐爵华山郡公。大統四年（538年）被長史楊伯蘭（楊伯簡）殺害。追赠司空、冀定等六州刺史。

## 子
其子李人傑，有祖、父之风，官至开府仪同三司、和州刺史，改封颍川郡公。

## 传記資料
- 《周書》卷43 列传第35
- 《北史》卷66 列传第54

## 外部連結
[在维基数据编辑]
 《周書/卷43》，出自令狐德棻《周書》
 《北史·卷066》，出自李延壽《北史》